# Igor Kowalewski (działacz społeczny)
Igor Aleksander Kowalewski (ur. 12 października 1976, zm. 20 listopada 2012) – polski działacz społeczny, prezes polskiego oddziału fundacji Skateistan.

## Życiorys
Kowalewski był twórcą i prezesem polskiego oddziału fundacji Skateistan, założonej w Australii, w celu wychowania i edukacji dzieci zagrożonych patologią, poprzez naukę jazdy na deskorolce. Kowalewski współpracował z domami dziecka, zakładami poprawczymi. Organizował warsztaty dla dzieci. Promował ideę Skateistanu na festiwalach, m.in. na Open’er Festival. Został pochowany na Cmentarzu rzymskokatolicki Matki Bożej Nieustającej Pomocy przy ul. Szczecińskiej w Łodzi.

## Upamiętnienie
- W 2015 roku Rada Miejska w Łodzi upamiętniła Igora Kowalewskiego, nadając oficjalnie jego imię skateparkowi w Łodzi[5].
- Firma Red Bull organizowała, m.in. w 2017 roku, wydarzenia pod nazwą „Igor Kowalewski Memorial Jam” promujące jazdę na deskorolce upamiętniające Kowalewskiego[6].